# Colonia del Valle, Carrillo Puerto
Colonia del Valle är en ort i Mexiko.   Den ligger i kommunen Carrillo Puerto och delstaten Veracruz, i den sydöstra delen av landet, 270 km öster om huvudstaden Mexico City. Colonia del Valle ligger 324 meter över havet och antalet invånare är 341.
Terrängen runt Colonia del Valle är huvudsakligen platt, men åt nordväst är den kuperad. Terrängen runt Colonia del Valle sluttar österut. Runt Colonia del Valle är det ganska tätbefolkat, med 134 invånare per kvadratkilometer. Närmaste större samhälle är Cuitláhuac, 3,7 km väster om Colonia del Valle. Trakten runt Colonia del Valle består till största delen av jordbruksmark.